# Cheung Kong Holdings
Cheung Kong Holdings Limited és un conglomerat multinacional amb seu a Hong Kong. La companyia es va formar el 1972.
La companyia té participacions importants en empreses de diversos sectors. Diverses filials també tenen interessos en les seves filials.
El març de 2015, Cheung Kong Holdings es va fusionar amb la seva filial Hutchison Whampoa per formar CK Hutchison Holdings.